# モニク・ルディエール
モニク・ルディエール（Monique Loudières, 1956年4月15日 - ）は、フランスのバレリーナ。パリ・オペラ座バレエ団の元エトワール。

## 来歴
パリ南郊の町ショワジー・ル・ロワに生まれる。オペラ座バレエ学校に学び、卒業後の1972年にオペラ座バレエ団に入団する。1980年スジェ、翌年プルミエール・ダンスーズに昇進し、1982年7月、パトリック・デュポンと踊った『ドン・キホーテ』の成功により、エトワールに任命される。以後、強靭なテクニックと豊かな叙情性を兼ね備えた踊りで、1980年代から1990年代のオペラ座を代表するバレリーナとして活躍した。
レパートリーは古典からローラン・プティ、モーリス・ベジャール、ウィリアム・フォーサイスなどの現代作品まで幅広いが、『ドン・キホーテ』のキトリ、『ロミオとジュリエット』のジュリエット、『ラ・シルフィード』などが知られている。
1996年にオペラ座を引退した。現在もゲスト・アーティストとして、世界各地の舞台で活躍中である。
なお、1991年に彼女を取り上げたドキュメンタリー映画『ルディエール・オ・トラヴァーユ―鳥のように』が製作されている。

## その他
カンヌ・ロゼラ・ハイタワー・バレエスクール　校長